# La Boule de Gomme
La Boule de Gomme är en kulle i Schweiz. Den ligger i distriktet Aigle och kantonen Vaud, i den sydvästra delen av landet, 80 km söder om huvudstaden Bern. Toppen på La Boule de Gomme är 1 266 meter över havet.